# 레트 증후군
레트 증후군(Rett syndrome, RTT, 본래 용어: cerebroatrophic hyperammonemia)은 여자 아동에게 주로 발생하는 뇌의 회백질의 이상으로 나타나는 질병이다. 전반적 발달 장애의 하나로 X 염색체의 이상으로 생긴다.

## 큐어
약이나 테라피, 혹은 수술을 이용해서 증상을 약화시킬 수는 있지만, 아직은 완전히 낫게 하지 못한다. 하지만 곧 증후군을 완전히 완화시킬 수 있는 약이 나올 것으로 보인다.

## 증상
레트 증후군은 정상적인 뇌 발달이 어려우며, 머리 크기 발달이 진행되지 않는다. 또한 반복적인 손동작, 언어적 문제 등등이 있다.

## 같이 보기
- 취약 X 증후군